# Gūsheh
Gūsheh (persiska: گوشِۀ كَساوَند, گوشِه, Gūsheh-ye Kasāvand, گوشه) är en ort i Iran. Den ligger i provinsen Hamadan, i den nordvästra delen av landet, 280 km sydväst om huvudstaden Teheran. Gūsheh ligger 1 890 meter över havet och antalet invånare är 374.
Terrängen runt Gūsheh är kuperad.Runt Gūsheh är det ganska tätbefolkat, med 104 invånare per kvadratkilometer. Närmaste större samhälle är Gamasa, 14,4 km nordost om Gūsheh. Trakten runt Gūsheh består i huvudsak av gräsmarker.